# Перхлорат индия(III)
Перхлорат индия(III) — неорганическое соединение, 
соль индия и хлорной кислоты с формулой In(ClO4)3,
бесцветные кристаллы,
растворяется в воде,
образует кристаллогидраты.

## Физические свойства
Перхлорат индия(III) образует бесцветные кристаллы.
Растворяется в воде и этаноле.
Образует кристаллогидрат состава In(ClO4)3•8H2O, который плавится в собственной кристаллизационной воде при 80°С.